# Peter Specht
Peter Specht, född 1623, död 1 januari 1676 i Solna, var en medikus och livläkare åt kung Karl XI.
Han var son till det brandenburgiske hovrådet Peter Specht och Catharina Sophia von Bülow samt gift med Barbara Sofia Rooswijk (1659-1735) som var dotter till dijkgraffen i Holland Niclas Rooswijk. Paret fick sex barn.
Specht blev medicine doktor i Tyskland och utnämndes efter studierna till  kung Carl Stuarts medicus i  England.
Han var under nio års tid praktiserande läkare i Amsterdam. Han blev därefter  stadsmedikus i Göteborg och Stockholm. År 1663 utfärdades det en kunglig fullmakt att han skulle vara medikus honorarius och erhålla en lön av 600 silvermynt mot att han tillsammans med andra förordnade vid sidan av den medicinska verksamheten skulle utöva en kontroll av sundheten. Rikskansleren Magnus Gabriel De la Gardie anställde honom däreftet som privat livmedikus, 1670 blev han även livmedikus till Karl XI och samtidigt blir han ledamot av collegium medicum. Specht fick den 9 april 1672 av kejsar Leopold stadfästelse på sitt tyska adelskap och hans barn blev 1682 naturaliserade i svenskt adligt stånd. Specht avled i sviterna av fläckfeber som han smittades av från det sjuka  manskapet som flottan skickade hem till Stockholm. Han är begraven i Solna kyrka.